# Odrin (provinca)
Provinca Odrin (turško Edirne) je provinca, ki se nahaja v vzhodni Trakiji ob grški meji v Turčiji.
Središče province je Odrin, mesto, do leta 1923 znano kot Adrianopolis.

## Okrožja
- Odrin
- Enez
- Havsa
- İpsala
- Keşan
- Lalapaşa
- Meriç
- Süloğlu
- Uzunköprü

Koordinati:   41°07′12″N, 26°31′14″E